# Timgad
Timgad (arabisk, تيمقاد Thamugadi, af romerne kaldt Thamugas) var en romersk koloniby i Nordafrika, grundlagt af kejser Trajan ca. år 100 e.Kr. Ruinerne af byen er et af de bedst bevarede eksempler på det kvadratiske gadenet i romersk byplanlægning. Byen blev anlagt fra grunden af, i første række som en militærbase til beskyttelse mod berberne i de nærliggende Aurèsbjerge. De første indbyggere var gamle legionærer fra Partherriget som havde fået land som belønning for deres år som legionær.
Byen lå ved et vejkryds mellem seks veje, og blev bygget med mure, men ikke befæstet. Den var planlagt for en befolkning på 15.000 indbyggere, men voksede hurtigt – hvilket forstyrrede den rudemønstrede byplan.
Byen var uforstyrret i nogle hundrede år. Fra 200-tallet blev den præget af kristendommen, og i 300-tallet etablerede donatister et center her. I 400-tallet blev byen først overfaldet af vandaler, og forfaldt derefter. Den blev erobret af den byzantinske general Solomon i 535, og genopbygget som en kristen bosættelse. Efter at den blev overfaldet af berberne i 600-tallet forsvandt byen ud af historien. Den blev genopgavet og udgravet i 1881.
Da den blev grundlagt, lå byen i et frugtbart landbrugsområde, ca. 1000 moh. Ørkenen Sahara åd sig efterhånden ind på byen, og da den blev udgravet var dens ruiner påfaldende velbevarede, under op til en meter sand. 

## Eksterne kilder og henvisninger
- Wikimedia Commons har flere filer relateret til Timgad
- UNESCO World Heritage Centre – Timgad (engelsk)
- pbase.com: Billedsamling

35°29′5″N 6°28′7″Ø / 35.48472°N 6.46861°Ø